# Helmut Berndt (Sportler)
Ernst Helmut Berndt (* 17. Juni 1915 in Reichenberg; † 30. April 1990 in Seesen) war ein deutscher Leichtathlet, Wintersportler und Sportfunktionär.

## Biografie
Ernst Helmut Berndt stammte ursprünglich aus dem Sudetenland. Bereits vor dem Zweiten Weltkrieg betätigte er sich dort sportlich, zunächst als Leichtathlet. 1935 und 1936 wurde er sudetendeutscher und tschechoslowakischer Meister über 400 Meter Hürden und vertrat die Tschechoslowakei bei den Olympischen Spielen 1936 in Berlin.
Als Heimatvertriebener ließ er sich nach dem Krieg in Niedersachsen nieder. Er wurde als Leichtathlet Mitglied des MTV Seesen. Später wechselte er zum Wintersport und wählte die Sportart Rennrodeln und innerhalb dieser Sportart den Einerschlitten. Wegen seiner guten Leistungen wurde er in nationalen Wettbewerben und in der deutschen Rodelnationalmannschaft in internationalen Wettkämpfen eingesetzt. Im Jahre 1958 wurde er Deutscher Meister im Einerschlitten. Danach nahm er an den Rennrodel-Weltmeisterschaften 1960 in Garmisch-Partenkirchen teil und wurde im Alter von 40 Jahren Weltmeister im Einer und damit Gewinner der Goldmedaille.
Berndt engagierte sich außerdem ehrenamtlich als Sportfunktionär. Von 1942 bis 1945 war er Leichtathletikfachwart im damaligen Reichsgau Sudetenland. Nach dem Krieg war Berndt von 1953 bis 1987 Vorsitzender des Niedersächsischen Bob- und Schlittensport-Verbandes. Ab 1955 war er fünf Jahre lang Schatzmeister der Fédération Internationale de Luge de Course (Internationaler Rennrodelverband) und von 1960 bis 1962 sowie von 1974 bis 1980 Vizepräsident des Deutschen Bob- und Schlittensportverbandes.

## Ehrungen
Für den Gewinn der Goldmedaille bei den Weltmeisterschaften 1960 in Garmisch-Partenkirchen wurde Berndt 1961 von Bundespräsident Heinrich Lübke mit dem Silbernen Lorbeerblatt ausgezeichnet. 1988 erhielt er die Niedersächsische Sportmedaille. Zudem wurde Berndt 2008 in die Hall of Fame des Niedersächsischen Instituts für Sportgeschichte aufgenommen.